# Estádio Salvador Venâncio da Costa
O Estádio Salvador Venâncio da Costa, apelidado de Ninho da Águia, é um estádio de futebol localizado no bairro de Bento Ferreira, no município de Vitória, no Espírito Santo. Pertence ao Vitória Futebol Clube, o mais antigo clube profissional do estado, e tem capacidade para 3.000 espectadores. Inaugurado em 1967, recebeu o nome do presidente do clube, um dos principais responsáveis pela construção do estádio.

## História
Durante muitos anos, o clube não possuiu sede e nem patrimônio. As reuniões dos jogadores eram realizadas em espaços cedidos, como o galpão de Antenor Guimarães. Jogos de camisa, bolas, material de treinamento, documentos e outros pertences ficavam guardados em residências de jogadores ou dirigentes.
Assim foi até o início da década de 1950, quando iniciativas mais concretas foram tomadas no sentido de dar ao clube uma sede definitiva, e um estádio próprio. Em 1951, o presidente Arnaldo Andrade adquiriu um terreno em Jardim América, Cariacica, onde hoje se encontra o Estádio Engenheiro Araripe. A área, toda formada por alagados, foi adquirida por 80 contos, pagáveis à ordem de dez contos por mês. Como não havia dinheiro para mandar aterrar o local, o terreno jamais foi usado pelo Vitória. O clube, anos depois, terminou se desfazendo dele. Outro terreno comprado pelo Vitória, onde chegou a funcionar a loja Empório Capixaba, acabou sendo tomado pelo governo do Estado, que prometeu conceder outro em troca, como doação por escritura pública. Foi assim que o Vitória recebeu o terreno que atualmente ocupa, em Bento Ferreira.

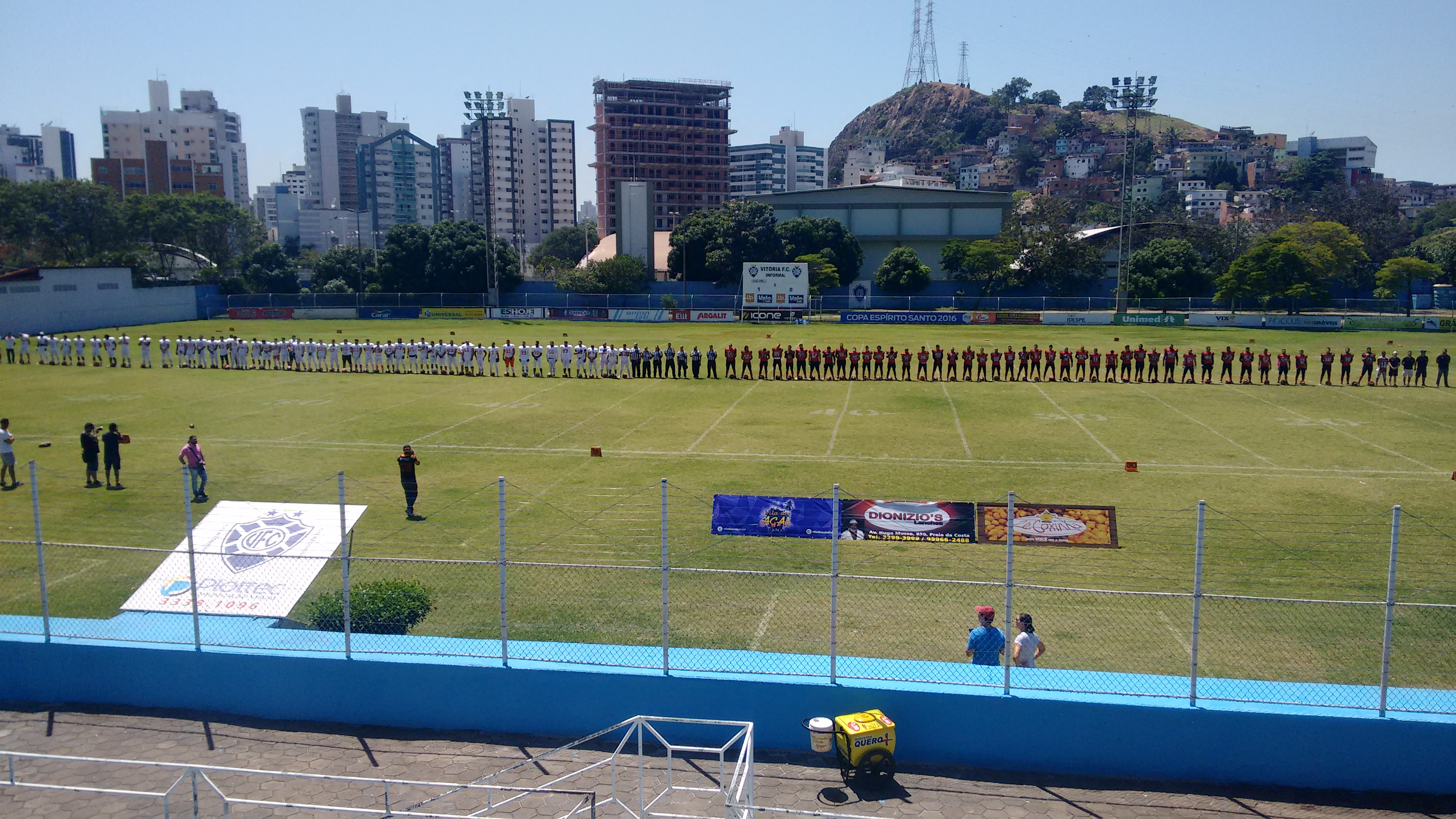
Vista a partir das arquibancadas do estádio.

Desde 1920, os esportistas e dirigentes alvianis sonhavam com a construção de um estádio de futebol para o Vitória Futebol Clube. Até meados da década de 60, os jogos do alvianil eram realizados no Estádio Governador Bley, em Jucutuquara.
As obras de construção do estádio do Vitória começaram em 1962, quando os torcedores Aílson Lima Cabral e Aprígio Vieira Gomes conseguiram fazer com que uma draga utilizada em um aterro nos arredores, despejasse areia também ali.
Em 1965, começaram as obras da segunda etapa de construção do estádio. Neste ponto, vale destacar a atuação do presidente do clube, Salvador Venâncio da Costa, que se valeu de todos os recursos e sacrifícios para ver a obra concluída. O clube ainda usou carnês, rifas e vendeu títulos para ajudar, mas mesmo esses esforços resultaram insuficientes. A obra foi terminada, mas Salvador Costa sofreu um abalo financeiro dos mais sérios. E assim aconteceu. O estádio, inaugurado em 2 de abril de 1967, recebeu o seu nome. O jogo inaugural foi o amistoso Vitória 0 x 1 Botafogo-RJ.
Nestes 45 anos, foram realizados mais de 600 jogos oficiais do Vitória Futebol Clube, em competições estaduais e nacionais. Vários são os jogadores que fizeram história nos gramados do Salvador Costa. Podemos destacar: Paulo Vítor, Luiz Carlos Sá, Mazine, Manga, Naldo, Fontana, Morango, Evandro, Zezinho, Pereira, Oswaldir, Sérgio Cogo, Elias, Edvaldo, Paulo Sérgio, Hércules, Kempes e tantos outros que vestiram e honraram a camisa alvianil.

## Recorde de público
O maior público registrado no Estádio Salvador Venâncio da Costa (também conhecido como Ninho da Águia), aconteceu no dia 9 de abril de 2006, na final do Capixabão 2006, quando o Vitória Futebol Clube conquistou o seu nono título estadual vencendo o Estrela do Norte, de Cachoeiro de Itapemirim, pelo placar de 3 a 1, o público presente era de mais de 7 mil espectadores, acomodados nas arquibancadas originais do estádio e em arquibancadas pré-moldadas colocadas atrás dos gols e na lateral do campo, oposta às cabines.

## Homenagens
Em homenagem aos jogadores Kempes e Ailton Canela que faleceram no acidente aéreo ocorrido com a delegação da Chapecoense na Colômbia em 28 de novembro de 2016, foi inaugurado no estádio na estreia do Vitória no Campeonato Capixaba de 2017 um camarote com o nome dos dois jogadores que tiveram passagem pelo clube. Kempes foi campeão capixaba em 2006 e Ailton Canela atuou em 2013.